# فوران آب‌ماگمایی

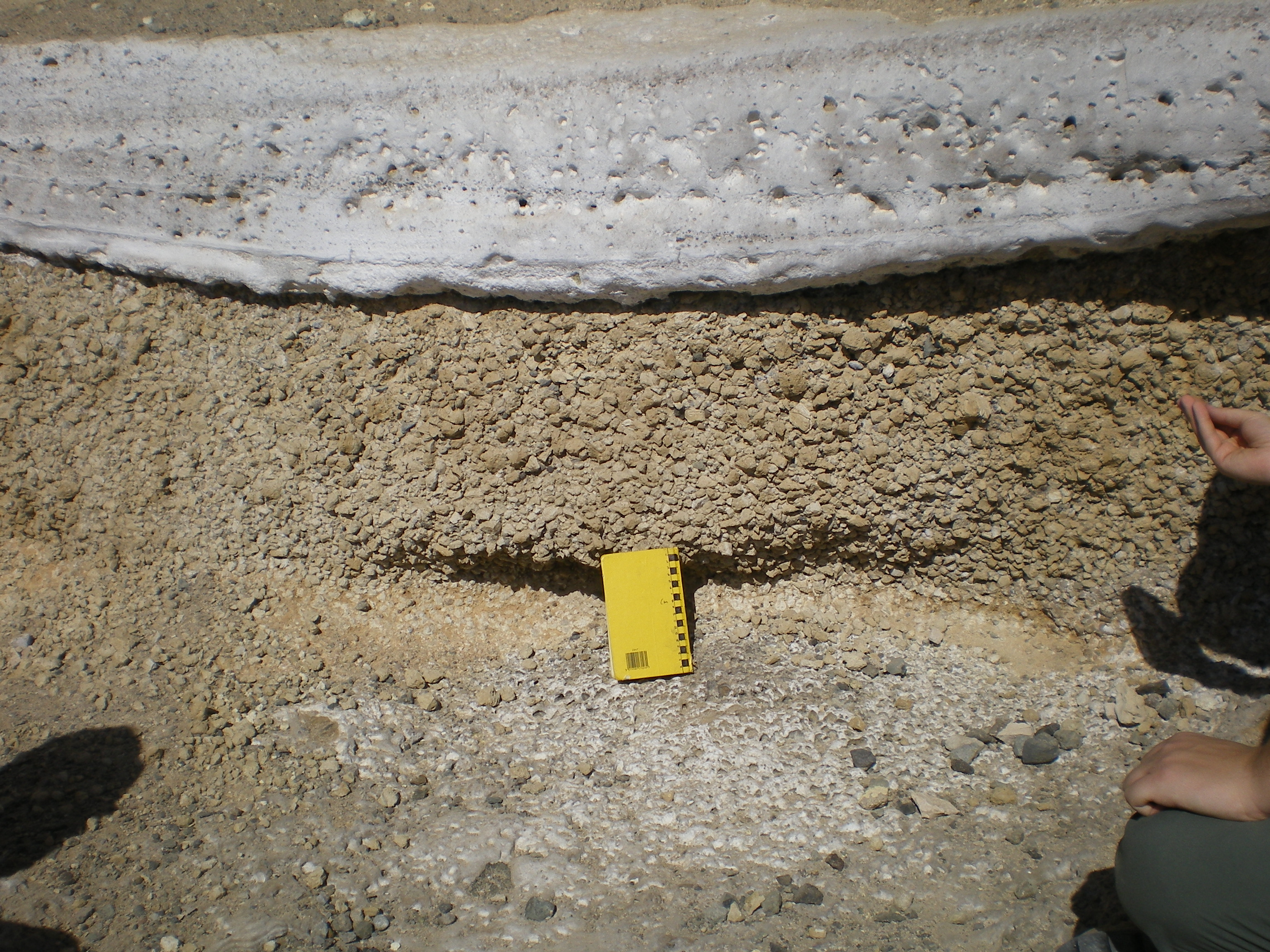
نهشته‌های خاکسترهای آتشفشانی با منشأ فوران آب‌ماگمایی که بر روی رسوبات ماگمایی قرار گرفته‌اند.

فوران آب‌ماگمایی (انگلیسی: Phreatomagmatic eruption) نوعی فوران آتشفشانی است گه نتیجه کنش و واکنش بین آب و ماگما است. این نوع فوران با فوران ماگمایی و فوران آب‌اشباعی متفاوت است. محصول فوران آب‌ماگمایی نیز بر خلاف فوران آب‌اشباعی ذره‌های آواری جوان است. وجود ذرات آب‌ماگمایی و ماگمایی در فوران‌های آتشفشانی بزرگ بسیار رایج است.